# Cantone di Les Abymes-3
Il Cantone di Les Abymes-3 è una divisione amministrativa dell'arrondissement di Pointe-à-Pitre nel dipartimento d'oltremare francese della Guadalupa (che comprende alcune isole dell'arcipelago caraibico omonimo facente parte delle Piccole Antille).
A seguito della riforma approvata con decreto del 24 febbraio 2014, che ha avuto attuazione dopo le elezioni dipartimentali del 2015, è stato ridefinito.

## Composizione
Situato nella parte centro-occidentale dell'isola di Grande-Terre, il cantone comprende una parte del comune di Les Abymes e una parte del comune di Le Gosier.
Prima del 2015 comprendeva una frazione di 12 109 abitanti del comune di Les Abymes. Il suo codice INSEE era 971 37.